# Ion Ioniță (Politiker)

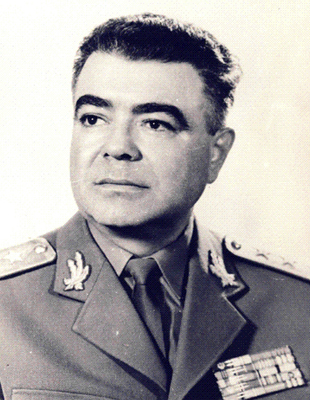
Ion Ioniță

Ion Ioniță (* 14. Juni 1924 in Mătăsaru, Kreis Dâmbovița; † 27. Juli 1987 in Bukarest) war ein Politiker der Rumänischen Kommunistischen Partei (PCR) sowie General der Armata Română und langjähriger Verteidigungsminister und Stellvertretender Ministerpräsident.

## Leben

### Jugendfunktionär und Militärische Laufbahn
Der aus einer armen Bauernfamilie stammende Ioniță war nach seiner Schulausbildung als Mechaniker beim staatlichen Eisenbahnunternehmen Căile Ferate Române (CFR) beschäftigt und zunächst in der Reparaturwerkstatt in Bukarest tätig. Im September 1944 wurde er von der Zentrale der kommunistischen Jugendorganisation Uniunea Tineretului Comunist (UTC) mit der gewerkschaftlichen Arbeit und Organisation junger Arbeiter in Grivița und Filaret beauftragt. Darüber hinaus wurde er erst Jugendvertreter der Gewerkschaft bei der CFR in Bukarest sowie kurz darauf Mitglied des Zentralkomitees und des Exekutivkomitees der Gewerkschaftsvertretung bei der CFR. Während dieser Zeit trat er in Kontakt zu zahlreichen führenden Gewerkschaftern und Politikern der PCR wie Chivu Stoica, die an den Eisenbahnerstreiks von 1933 teilgenommen und sich deshalb zuvor in Haft befanden oder im Untergrund lebten.
Im Frühjahr 1945 wurde er auf Empfehlung von Martei Cziko, der Ehefrau des späteren Innenministers Alexandru Drăghici, Mitglied der PCR und im dortigen Präsidium zugleich Vertreter der CFR für Jugendarbeit. Nach einem sechsmonatigen Studium an der Abendparteischule im Jahr 1945 sowie einem weiteren Studium von März bis Juni 1947 an der Parteischule in Constanța trat er im Oktober 1948 als Leutnant in die Streitkräfte, die Armata Română, ein und war anschließend von Oktober 1948 bis Mai 1950 Instrukteur für Jugendarbeit in der Politischen Hauptabteilung sowie dann von Mai 1950 bis April 1951 Leiter der Abteilung für Propaganda im Kommando für Panzer, gepanzerte und mechanisierte Truppen. Während dieser Zeit wurde er in rascher Folge vom Oberleutnant im Dezember 1949, zum Hauptmann im August 1950 sowie zum Major im April 1951 befördert.
Im April 1951 wurde er stellvertretender Chef der Abteilung Kader der Streitkräfte und absolvierte daneben ein Studium an der Zentralen Parteischule der Streitkräfte. In dieser Zeit wurde er im April 1952 zum Oberstleutnant befördert sowie im September 1952 zum Oberst. Als solcher erfolgte im September 1952 seine Ernennung zum Chef für politische Arbeit und stellvertretender Kommandeur der 3. Militärregion. Nach dem Besuch eines Kurses für Kommandeure und Stabsoffiziere an der Technischen Militärakademie Bukarest von Januar bis Juni 1953 wurde er zuerst Mitglied des Militärrates der 3. Militärregion und danach von August 1953 bis August 1954 Chef der Kaderabteilung der Streitkräfte. Im Anschluss war er zwischen August 1954 und Juli 1955 Chef der Direcția Superioară Politică a Armatei, der Politischen Hauptverwaltung der Streitkräfte, sowie von Juli 1955 bis Februar 1956 Mitglied des Militärrates. In dieser Zeit wurde Ioniță im August 1955 im Alter von gerade 31 Jahren zum Generalmajor befördert und war als solcher von Februar bis November 1956 Kommandeur der Luftstreitkräfte. Zugleich wurde er im Dezember 1955 Kandidat des ZK der Partidul Muncitoresc Român (PMR).
Nachdem er zwischen November 1956 und Dezember 1958 ein Studium an der Militärakademie des Generalstabes der UdSSR absolviert hatte, wurde er erneut Mitglied des Militärrates und danach von Oktober 1959 bis Dezember 1962 Kommandeur des Luftverteidigungskommandos. In dieser Funktion erfolgte im März 1961 seine Beförderung zum Generalleutnant und im Dezember 1962 seine Ernennung zum Vizeminister für Nationale Verteidigung. Im Mai 1961 wurde ihm die Medaille zum 40. Jahrestag der Gründung der PCR verliehen.
Im Oktober 1964 wurde er zum Generaloberst befördert sowie auf dem Neunten Parteitag der PCR im Juli 1965 zum Mitglied des ZK der PCR gewählt und gehörte diesem bis 1984 an. Darüber hinaus war er auch Abgeordneter der Großen Nationalversammlung.

### Verteidigungsminister und Vizeministerpräsident

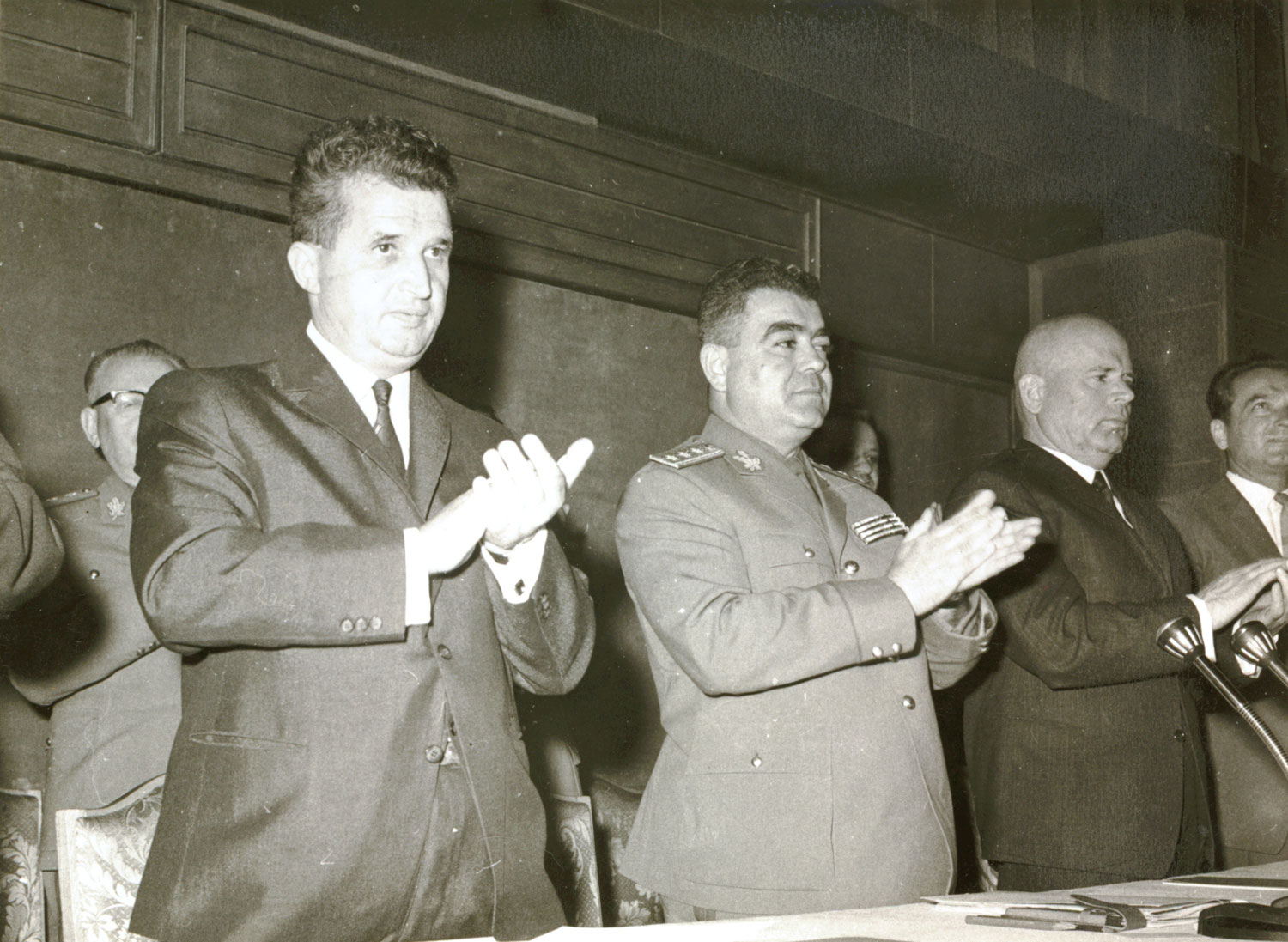
Generaloberst Ioniță (Mitte) mit Nicolae Ceaușescu (links) und Chivu Stoica (Mai 1967)

Am 29. August 1966 wurde Generaloberst Ioniță als Nachfolger Leontin Sălăjans zum Minister für Nationale Verteidigung ernannt und bekleidete dieses Amt fast zehn Jahre lang bis zum 16. Juni 1976. Während dieser Zeit wurde er am 7. April 1969 auch Mitglied im Verteidigungsrat der Sozialistischen Republik Rumänien und gehörte diesem bis zum 2. März 1979 an. Im Mai 1971 wurde er zum Armeegeneral befördert, dem höchsten Rang der Armata Română, sowie 1975 mit dem Großkreuz des Ordens des Infanten Dom Henrique geehrt.
Am 16. Juni 1976 folgte seine Entmachtung als Verteidigungsminister durch den Generalsekretär der PCR, Nicolae Ceaușescu, sowie seine Ersetzung durch Ion Coman. Im Anschluss wurde er mit dem eher formellen Amt eines Stellvertretenden Ministerpräsidenten abgefunden, das er noch bis zum 20. Mai 1982 in den Regierungen Manea Mănescu und Ilie Verdeț bekleidete.
Im Jahr 1984 soll er zusammen mit Generalleutnant Nicolae Militaru, einem früheren Kommandeur der 2. Armee, während eines Staatsbesuchs von Ceaușescu in der Bundesrepublik Deutschland einen Staatsstreich zur Absetzung Ceaușescus geplant haben. Dieser scheiterte jedoch bereits frühzeitig, nachdem zwei an der Planung beteiligte Generäle die geplante Verhaftung von Ceaușescus engsten Vertrauten (Emil Bobu, Ion Dincă, Tudor Postelnicu, Ion Coman und Ilie Ceaușescu) verraten hatten.
Ein Prozess gegen ihn fand jedoch nicht mehr statt, da er bereits schwer an Krebs erkrankt war. Im Gegensatz zur üblichen Praxis für hohe Militärfunktionäre fand jedoch für ihn keine öffentliche Trauerfeier statt.